# Das rosa Pantöffelchen (film 1913)
Das rosa Pantöffelchen è un film muto del 1913 diretto da Franz Hofer.
Nel 1927, Hofer ne fece un remake che aveva lo stesso titolo.

## Trama
La contessina Lo esaspera i genitori con il suo comportamento disinvolto e ribelle, ballando con i contadini, arrampicandosi sugli alberi e non rispettando alcuna etichetta. Nei campi, Lo incontra un affascinante sconosciuto che ritrova la sera al ballo di corte. Il misterioso corteggiatore non è altri che il principe, il suo sovrano. La notizia sconvolge la ragazza. Ma Lo ha fatto breccia nel cuore del principe che, innamorato, la chiede in moglie.

## Produzione
Il film fu prodotto dalla Luna-Film (Berlin).

## Distribuzione
Uscì nelle sale cinematografiche tedesche il 19 dicembre 1913 con il visto di censura del 4 dicembre.